# Антипинский Исток
Антипинский Исток — река в России, протекает в муниципальном округе Карпинск Свердловской области. Устье реки находится в 4,4 км по правому берегу реки Лапчи. Длина реки Антипинский Исток составляет 19 км.
Берёт начало из Антипинского озера на высоте 226,9 м над уровнем моря. Общее направление течения — юго-восток.
Антипинский Исток имеет ряд небольших притоков, в том числе реку Белую, впадающую слева.
На реке расположен посёлок Антипинский.

## Данные водного реестра
По данным государственного водного реестра России, Антипинский Исток относится к Иртышскому бассейновому округу, речному бассейну Иртыша, речному подбассейну Тобола. Водохозяйственный участок — Сосьва от истока до водомерного поста у деревни Морозково.
Код объекта в государственном водном реестре — 14010502412111200010318.